# 遊都
株式会社遊都（ゆうと、英: Yout Co., Ltd.）は、愛知県豊田市に本社を置くパチンコホールのチェーン事業を行う企業。

## 概要
1983年8月に創業、1988年7月に有限会社遊富を設立。1995年8月に株式会社へ組織変更し、2008年8月に株式会社遊都に商号変更。
愛知県下でパチンコホール「APAN21」と「RAINBOW」（低貸玉専門店）の店名でチェーン展開。2021年12月に「APAN21小牧店」が「yout小牧店」に店名を変更し、2022年4月までに「APAN21」は全て「yout」に店名を変更。
他に「ゑびす」の店名で、低貸玉かつ特殊景品を置かない特徴的な形態の主にインバウンドを含む観光客を顧客対象とした小規模店舗を高山市と秋葉原に出店していたが、2020年に2店舗共に閉店。
2024年6月に「RAINBOW港店」が閉店し、店舗は「yout」のみとなった。

## 店舗
- yout丸根店（愛知県豊田市）
- yout小牧店（愛知県小牧市）
- yout碧南店（愛知県碧南市）
- yout勝川店（愛知県春日井市）

## イメージタレント
- パンチ佐藤（2021年3月 - ）